# Pietro Ruzzolone
Pietro Ruzzolone, auch Rozzolone oder Ruzolone (aktiv 1484–1522 in Palermo) war ein italienischer Maler der Renaissance auf Sizilien.
Möglicherweise war Tommaso de Vigilia in Palermo sein Lehrer, er wird teilweise als Schüler oder Nachfolger von Vincenzo Ainemolo (genannt Il Romano) angesehen. Sein Name taucht gelegentlich auch im Zusammenhang mit dem Bildhauer Domenico Gagini auf. Im Jahr 1500 war er gemeinsam mit Antonello Crescenzio und Riccardo Quartararo im Dom von Palermo tätig.
Er genoss zu Lebzeiten ein hohes Ansehen, insbesondere hat er sich als Maler von Holzkreuzen und Altarbildern einen Namen gemacht.

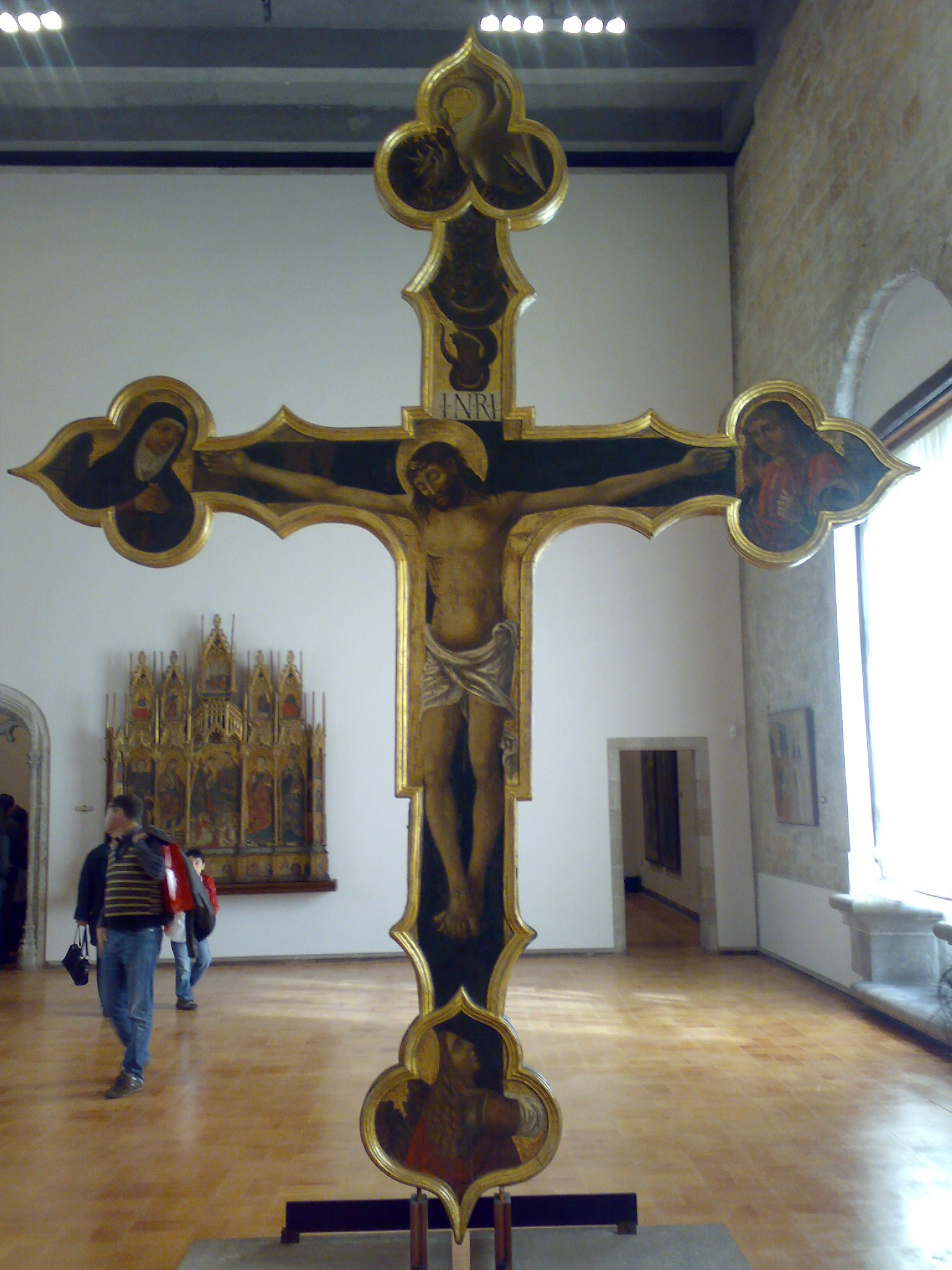
Pietro Ruzzolone, Bemaltes Holzkreuz, Galleria Regionale della Sicilia (Palermo)

## Werke
- Galleria Regionale della Sicilia (Palermo): die Tafelbilder „Verkündigungsengel“, „Madonna der Verkündigung“, „Petrus und Paulus“ (1494) und ein bemaltes Holzkreuz
- Museo Diocesano di Palermo: Tafelbilder „Die Heiligen Philippus, Jakobus, Crispin und Crispinian“ und die Heiligen „Cosmas und Damian“,
- Chiesa del Carmine (Palermo): Tafelbild „SS. Angelo e Alberto da Sicilia“
- Duomo San Nicola di Bari (Termini Imerese) Bemaltes Holzkreuz mit „Maria Magdalena, Johannes und der Auferstehung Christi“ (1484)
- Chiesa Matrice Vecchia (Castelbuono): Altarretabel „Marienkrönung“ (Zuschreibung)
- Chiesa Santa Maria Della Stella (Militello): Tafelbild (Zuschreibung)
- San Francesco (Enna): Bemaltes Holzkreuz (Zuschreibung)
- Santa Maria di Gesù (Alcamo): Tafelbild „Madonna mit Franziskus, Benedikt und Stiftern“ (Zuschreibung)
- Chiesa di Santa Caterina (Chiusa Sclafani): Triptychon
- Cattedrale (Piazza Armerina): Bemaltes Holzkreuz (Zuschreibung)